# Insurreição de escravos em Viana (Maranhão)
A insurreição de escravos em Viana, no Maranhão, aconteceu no ano de 1867. A revolta começou a partir de um levante organizado e comandado pelos moradores do quilombo São Benedito do Céu, localizado na comarca de Viana, um dos municípios da, atualmente, Baixada Ocidental Maranhense.

## História
O Quilombo São Benedito do Céu estava localizado nas cabeceiras do rio Bonito. No ano de 1867, São Benedito do Céu possuía, aproximadamente, de 80 casas e tinha uma população que variava entre 600 e 700 pessoas. Os revoltosos foram inspirados na Balaiada e motivados pela experiência da liberdade e pelo medo que o recrutamento forçado para a Guerra do Paraguai causava. O levante começou no dia 07 de julho e até o dia 10 de julho, os líderes José Crioulo, Daniel, Feliciano Corta-Mato e Joaquim Calixto, acompanhados de outros revoltosos, foram em direção às fazendas mais próximas. Eles desejavam  guerrear com os brancos com objetivo de obter a liberdade dos escravizados e, para intimidar as autoridades, ocuparam diversas fazendas de Viana.
Durante o levante, os revoltosos tomaram como reféns, senhores e amestradores das fazendas e receberam apoio do escravos. Além disso, também tiveram apoio dos povos indígenas Gamela. O movimento tornou-se  assustador, pois os negros revoltosos percorriam as estradas dando vivas à Liberdade. Além disso, no ultimato que enviaram às autoridades argumentava que estavam em campo para tratar da liberdade dos escravizados. Caso não conseguissem a liberdade, usariam as armas. A insurreição foi debelada e o quilombo São Benedito foi atingido por tropas do governo provincial e dos municípios de Viana, São Vicente de Férrer e São Bento.